# Neohydatothrips chrysothamni
Neohydatothrips chrysothamni är en insektsart som först beskrevs av Ian A. Hood 1936.  Neohydatothrips chrysothamni ingår i släktet Neohydatothrips och familjen smaltripsar. Inga underarter finns listade i Catalogue of Life.